# Philadelphia Atoms
Philadelphia Atoms was een Amerikaanse voetbalclub uit Philadelphia (Pennsylvania). De club werd opgericht in 1973 en opgeheven in 1976. De thuiswedstrijden werden gespeeld in het Franklin Field gespeeld, dat plaats biedt aan 52.593 toeschouwers. Dit stadion is volledig overdekt. De clubkleuren waren blauw-wit.

## Gewonnen prijzen
- NASL
  - Winnaar (1): 1973

## Stadions
| Seizoenen | Stadion          | Capaciteit |
| --------- | ---------------- | ---------- |
| 1973-1975 | Veterans Stadium | 65.386     |
| 1976      | Franklin Field   | 52.593     |